# Sitting Bull
Sitting Bull (în lakota: Tȟatȟáŋka Íyotake [tˣaˈtˣə̃ka ˈi.jɔtakɛ]; n. c. 1831 – d. 15 decembrie 1890) a fost o căpetenie hunkpapa⁠(d) lakota sub conducerea căreia triburile sioux au luptat împotriva politicilor guvernului Statelor Unite ale Americii. Acesta a fost ucis de polițiștii rezervației indiene Standing Rock⁠(d) în timp ce era arestat în baza unui ordin emis de autorități, care se temeau că liderul se va alătura mișcării Ghost Dance⁠(d).
Înaintea bătăliei de la Little Bighorn, Sitting Bull a avut o viziune în care numeroși soldați - „solizi precum lăcustele” - se prăbușesc cu capul în jos în tabăra Lakota. Aceasta a fost interpretată de membrii tribului său ca fiind un semn prevestitor: vor obține o victorie importantă în care mulți soldați vor fi uciși. Aproximativ trei săptămână mai târziu, triburile Lakota și tribul Cheyenne⁠(d) au învins Regimentul 7 Cavalerie⁠(d) aflat sub conducerea lt. col George Armstrong Custer pe 25 iunie 1876, anihilând trupele lui Custer și confirmând viziunea profetică a lui Sitting Bull. Datorită abilităților sale de lider, poporul său a obținut o victorie majoră împotriva Statelor Unite. La auzul acestor vești, guvernul a hotărât să trimită mii de soldați în regiune, obligând o parte din triburile Lakota să capituleze în următorul an. Sitting Bull a refuzat să se predea, iar în mai 1877, și-a condus tribul spre nord în Wood Mountain⁠(d), Teritoriul nord-vestic⁠(d) (în prezent Saskatchewan). A rămas acolo până în 1881, moment în care el și o parte din tribul său s-au întors în Statele Unite și s-au predat.
După ce și-a petrecut o perioadă ca actor în spectacolele Wild West organizate de Buffalo Bill, Sitting Bull s-a întors în rezervația indiană Standing Rock din Dakota de Sud. Îngrijorați că liderul ar putea sprijini mișcarea Ghost Dance, agentul James McLaughlin⁠(d) al Biroului Afacerilor Indiene⁠(d) de la Fortul Yates⁠(d) a ordonat arestarea sa. În timpul unui conflict iscat între adepții căpeteniei și poliția rezervației, Sitting Bull este împușcat de către Bull Head (Tatankapah, Lakota) și Red Tomahawk (Marcelus Chankpidutah, Lakota). Trupul său a fost transportat la Fortul Yates pentru înmormântare. În 1953, familia sa i-a exhumat rămășițele și le-au înmormântat lângă Mobridge, Dakota de Sud⁠(d), în apropiere de locul său de naștere.

## Biografie
Sitting Bull s-a născut într-o regiune care a devenit mai târziu parte a teritoriul Dakota. În 2007, strănepotul lui Sitting Bull a citat tradiția orală a familiei, care susține că acesta s-a născut de-a lungul râului Yellowstone⁠(d), la sud de localitatea Miles City, Montana⁠(d). A primit numele de Ȟoká Psíče (Bursucul săritor) la naștere și a fost poreclit Húŋkešni [ˈhʊ̃kɛʃni] (Încetul), deoarece era liniștit și atent. La vârsta de 14 ani, a însoțit un grup de războinici Lakota (printre care erau tatăl și unchiul său) în timpul unui raid desfășurat în tabăra unor indieni Crow. Acesta a dat dovadă de curaj, iar când s-au întors în tabără, tatăl său a organizat o sărbătoare festivă în care și-a oferit propriul nume fiului său. Deși numele Tȟatȟáŋka Íyotake are o traducere aproximativă în engleză - „Buffalo Who Sits Down” -, americanii au ajuns să-l numească „Sitting Bull”. După ce i-a oferit numele său, tatăl lui Sitting Bull a devenit cunoscut sub numele Jumping Bull. În cadrul ceremoniei organizate în fața grupului de războinici, tatăl său i-a oferit o pană de vultur pe care să o parte în păr, un cal de războinic și un scut din piele de bivol pentru a marca maturizarea fiului său.
În timpul războiului Dakota din 1862, conflict în care poporul lui Sitting Bull nu a fost implicat, mai multe triburi estice Dakota au ucis între 300-800 de coloniști și soldați în centrul și sudul statului Minnesota ca reacție la modul în care au fost tratați de guvern și în încercarea de a-i alungă pe coloniștii albi. Deși era implicată în război civil american, armata Statelor Unite a ripostat atât în 1863, cât și în 1864, inclusiv împotriva triburilor care nu au fost implicate în conflict. În 1964, două brigăzi de aproximativ 2.200 de soldați aflați sub comanda generalului de brigadă Alfred Sully⁠(d) au atacat un sat⁠(d). Indieni erau sub comanda lui Sitting Bull, Gall⁠(d)și Inkpaduta⁠(d). Triburile Lakota și Dakota au fost alungate, însă luptele au continuat până în august, când a avut loc bătălia din Badlands⁠(d).
În septembrie, Sitting Bull și aproximativ o sută de Hunkpapa Lakota au întâlnit un mic grup de soldați în apropiere de ceea ce astăzi este Marmarth, Dakota de Nord⁠(d). Aceștia au fost lăsați în urmă de un șir de trăsuri⁠(d) comandat de căpitanul James L. Fisk⁠(d) pentru a efectua niște reperații. Aflat în fruntea grupului în timpul atacului, Sitting Bull a fost împușcat în șoldul stâng, însă rana nu a fost fatală.